# بخش وین (شهرستان ناکس، اوهایو)
بخش وین (به انگلیسی: Wayne Township) یک منطقهٔ مسکونی در ایالات متحده آمریکا است که در شهرستان ناکس، اوهایو واقع شده‌است.
 بخش وین ۶۵٫۳ کیلومتر مربع مساحت و ۸۹۲ نفر جمعیت دارد و ۳۳۱ متر بالاتر از سطح دریا واقع شده‌است.